# GP2 Asia Series 2008-2009
La saison 2008-2009 du GP2 Asia Series est la seconde saison de l'histoire de la déclinaison hivernale et asiatique du GP2 Series. Elle a débuté le 18 octobre 2008 et s'est achevée le 19 avril 2009. Ce championnat comporte 6 meetings (12 courses), dont une nouveauté, le meeting de Shanghai. Dans un premier temps, les pilotes courent avec une version révisée de la Dallara GP2/08.

## Engagés
| Equipe                  | No | Pilote               | GP disputés |
| ----------------------- | -- | -------------------- | ----------- |
| ART Grand Prix          | 1  | Sakon Yamamoto       | Tous        |
| ART Grand Prix          | 2  | Nelson Philippe      | 1           |
| ART Grand Prix          | 2  | Pastor Maldonado     | 2, 5-6      |
| ART Grand Prix          | 2  | Nico Hülkenberg      | 3-4         |
| Trust Team Arden        | 3  | Luiz Razia           | Tous        |
| Trust Team Arden        | 4  | Mika Mäki            | 1           |
| Trust Team Arden        | 4  | Renger Van der Zande | 2           |
| Trust Team Arden        | 4  | Edoardo Mortara      | 3-6         |
| Campos Grand Prix       | 5  | Vitaly Petrov        | Tous        |
| Campos Grand Prix       | 6  | Sergio Pérez         | Tous        |
| DAMS                    | 7  | Jérôme d'Ambrosio    | Tous        |
| DAMS                    | 8  | Kamui Kobayashi      | Tous        |
| GFH Team iSport         | 9  | Giedo Van der Garde  | Tous        |
| GFH Team iSport         | 10 | Hamad Al Fardan      | Tous        |
| Super Nova Racing       | 11 | Javier Villa         | Tous        |
| Super Nova Racing       | 12 | James Jakes          | Tous        |
| FMS International       | 14 | Andreas Zuber        | 1-2         |
| FMS International       | 14 | Rodolfo Gonzalez     | 3-6         |
| FMS International       | 15 | Kevin Nai Chia Chen  | Tous        |
| Durango                 | 16 | Davide Valsecchi     | Tous        |
| Durango                 | 17 | Carlos Iaconelli     | 1           |
| Durango                 | 17 | Michael Dalle Stelle | 2-6         |
| Qi-Meritus Mahara       | 18 | Alex Yoong           | 1-2         |
| Qi-Meritus Mahara       | 18 | Marco Bonanomi       | 3-6         |
| Qi-Meritus Mahara       | 19 | Earl Bamber          | 1-3         |
| Qi-Meritus Mahara       | 19 | Marco Bonanomi       | 4-6         |
| Piquet GP               | 20 | Roldán Rodríguez     | Tous        |
| Piquet GP               | 21 | Diego Nunes          | Tous        |
| David Price Racing      | 22 | Michael Herck        | Tous        |
| David Price Racing      | 23 | Yuhi Sekiguchi       | 1           |
| David Price Racing      | 23 | Giacomo Ricci        | 2-6         |
| Ocean Racing Technology | 24 | Hiroki Yoshimoto     | 1           |
| Ocean Racing Technology | 24 | Yelmer Buurman       | 2-5         |
| Ocean Racing Technology | 24 | Karun Chandhok       | 6           |
| Ocean Racing Technology | 25 | Luca Filippi         | 1           |
| Ocean Racing Technology | 25 | Fabrizio Crestani    | 2-6         |
| Trident Racing          | 26 | Giacomo Ricci        | 1           |
| Trident Racing          | 26 | Alberto Valerio      | 2           |
| Trident Racing          | 26 | Frankie Provenzano   | 3-4         |
| Trident Racing          | 26 | Ricardo Teixeira     | 5-6         |
| Trident Racing          | 27 | Chris Van der Drift  | 1-2         |
| Trident Racing          | 27 | Adrián Vallés        | 3           |
| Trident Racing          | 27 | Davide Rigon         | 4-6         |

## Calendrier
| #  | Date       | Circuit  | Vainqueur                            | Nationalité | Équipe            |
| 1  | 18 octobre | Shanghai | Roldán Rodríguez                     | Espagne     | Piquet GP         |
| 2  | 19 octobre | Shanghai | Davide Valsecchi                     | Italie      | Durango           |
| 3  | 5 décembre | Dubai    | Kamui Kobayashi                      | Japon       | DAMS              |
| 4  | 6 décembre | Dubai    | Course annulée en raison de la pluie |             |                   |
| 5  | 23 janvier | Sakhir   | Kamui Kobayashi                      | Japon       | DAMS              |
| 6  | 24 janvier | Sakhir   | Sergio Pérez                         | Mexique     | Campos Grand Prix |
| 7  | 13 février | Losail   | Nico Hülkenberg                      | Allemagne   | ART Grand Prix    |
| 8  | 14 février | Losail   | Sergio Pérez                         | Mexique     | Campos Grand Prix |
| 9  | 4 avril    | Sepang   | Diego Nunes                          | Brésil      | Piquet GP         |
| 10 | 5 avril    | Sepang   | Vitaly Petrov                        | Russie      | Campos Grand Prix |
| 11 | 25 avril   | Sakhir   | Diego Nunes                          | Brésil      | Piquet GP         |
| 12 | 26 avril   | Sakhir   | Luiz Razia                           | Brésil      | Trust Team Arden  |

## Classement
Attribution des points : 
- En Feature Race, seuls les 8 premiers pilotes marquent des points : 10, 8, 6, 5, 4, 3, 2, 1.
- En Sprint Race, seuls les 6 premiers pilotes marquent des points : 6, 5, 4, 3, 2, 1.
- Le pilote qui réalisé le meilleur tour est crédité d'un point en plus.
- Le poleman est, quant à lui, crédité de 2 points.

## Classement des pilotes
| Classement | Pilote              | Pays             | Équipe                     | Nombre de points |
| ---------- | ------------------- | ---------------- | -------------------------- | ---------------- |
| 1er        | Kamui Kobayashi     | Japon            | DAMS                       | 56               |
| 2e         | Jérôme d'Ambrosio   | Belgique         | DAMS                       | 36               |
| 3e         | Roldán Rodríguez    | Espagne          | Piquet GP                  | 35               |
| 4e         | Davide Valsecchi    | Italie           | Durango                    | 34               |
| 5e         | Vitaly Petrov       | Russie           | Barwa International Campos | 34               |
| 6e         | Nico Hülkenberg     | Allemagne        | ART GP                     | 28               |
| 7e         | Sergio Pérez        | Mexique          | Barwa International Campos | 27               |
| 8e         | Diego Nunes         | Brésil           | Piquet GP                  | 26               |
| 9e         | Sakon Yamamoto      | Japon            | ART GP                     | 24               |
| 10e        | Javier Villa        | Espagne          | Super Nova Racing          | 13               |
| 11e        | Edoardo Mortara     | Italie           | Arden International        | 11               |
| 12e        | Giedo Van der Garde | Pays-Bas         | GFH Team iSport            | 11               |
| 13e        | Luiz Razia          | Brésil           | Arden International        | 9                |
| 14e        | Earl Bamber         | Australie        | My Qi-Meritus Mahara       | 8                |
| 15e        | Pastor Maldonado    | Venezuela        | ART GP                     | 7                |
| 16e        | James Jakes         | Royaume-Uni      | Super Nova Racing          | 7                |
| 17e        | Davide Rigon        | Italie           | Trident Racing             | 6                |
| 18e        | Chris Van der Drift | Nouvelle-Zélande | Trident Racing             | 5                |
| 19e        | Yelmer Buurman      | Pays-Bas         | BCN Competition            | 4                |
| 20e        | Hamad Al Fardan     | Bahreïn          | GFH Team iSport            | 2                |
| 21e        | Álvaro Parente      | Portugal         | My Qi-Meritus Mahara       | 1                |